# Pan de Azúcar (Huancabamba)
Pan de Azúcar es un caserío peruano ubicado en el distrito de El Carmen de la Frontera, perteneciente a la provincia de Huancabamba del departamento de Piura, al norte del Perú. 

## Ubicación
Pan de Azúcar se ubica al noreste de la provincia de Huancabamba, en el distrito de El Carmen de la Frontera, en el departamento de Piura.

## Demografía
En 2017 Pan de Azúcar tenía una población de 204 habitantes.
| Gráfica de evolución demográfica de Pan de Azúcar entre 1993 y 2017 |
|                                                                     |
| Fuentes: Población 1993 y 2017                                      |